# Studnia miejska w Kolbuszowej
Studnia miejska w Kolbuszowej – zabytkowa studnia znajdująca się w centralnej części placu Wolności w Kolbuszowej.
Studnia powstała w latach 80. XIX wieku, a w 1941 lub 1942 roku przeszła remont. 1 października 2009 roku wpisano ją do rejestru zabytków pod numerem A-377. W 2012 roku została odnowiona razem z płytą rynku. 